# تسوم ریزن
تسوم ریزن (آلمانی: Zum Riesen) یک هتل قدیمی در میلتنبرگ واقع در آلمان است. قدمت این هتل به سال ۱۴۱۱ میلادی باز می‌گردد. این هتل یکی از هتل‌های قدیمی در کشور آلمان محسوب می‌گردد. تسوم ریزن یک بار در قرن شانزدهم و دو بار در طول قرن بیستم بازسازی شد. تعداد اتاق های هتل ۱۸ عدد است.